# ستيف مارينو (مدير فني)
ستيف مارينو (بالإنجليزية: Steve Marino)‏ هو مدير فني أمريكي، ولد في 24 أغسطس 1949.